# Sara (folk)
Saraerne er en etnisk gruppe i Centralafrika, som udgør 30% af den sydlige befolkning i Tchad.
| Folkeslag | Spire Denne artikel om folkeslag eller etnografi er en spire som bør udbygges. Du er velkommen til at hjælpe Wikipedia ved at udvide den. |